# Бронислава Нижинска
Бронисла̀ва Фомѝнична Нижѝнска (на руски: Бронисла́ва Фоми́нична Нижи́нская) е руска балерина и хореографка, работила дълго във Франция и Съединените щати.
Родена е на 8 януари 1891 година в Минск в полско семейство на балетисти, неин по-голям брат е хореографът Вацлав Нижински. През 1908 година завършва Театраното училище в Санкт Петербург, след което танцува в Мариинския театър и в парижкия балет на Сергей Дягилев, за когото през 20-те години поставя поредица от балети, оказали силно влияние върху развитието на балетното изкуство. От 1938 година е в Съединените щати, където преподава и сътрудничи на различни балетни трупи.
Бронислава Нижинска умира на 21 февруари 1972 година в Лос Анджелис.